# 田中絵里緒
田中 絵里緒（たなか えりを、1974年10月21日 - ）は、城南ママサポート代表。カウンセラー。埼玉県出身。

## 経歴・職歴
桜蔭中学校・高等学校卒業。「国連に入るには、文学部だと弱く、法律と経済なら、法学部がいい」と考え、東京大学文科一類に入学。3年次に法学部へ進学。川人ゼミに所属。法学部に進学してからは法曹を目指し、司法試験を4度受験するも諦め、その後司法試験予備校である伊藤塾に勤務、講師などを務めた。大学などで非常勤講師を務める。海外派遣研修やスタディツアーを通じ、中国、フランス、オーストラリアなど、各国での勤務や生活を重ね、見聞を広めた。
2003年に韓国人男性と結婚、5人の子を儲けるも2012年離婚。その後事実婚の別の男性と1児を儲け、子だくさんのため生活保護を受給。6児を育てながら、2012年12月25日より城南ママサポートを運営。いわゆる何でも屋であり、主にお手伝いさん・ベビーシッターなどの業務を行なっている。国際結婚、離婚など、波乱万丈の経験をしたことが、創業の動機づけとなったとのこと。家事の外部委託を日本でもより身近な、利用しやすいものにしたいとの抱負を抱いている。

## 人物
- 6児の母。
- 両親ともに大学教授の家庭に長女として生まれる[3]。 父は東京大学卒業、母はお茶の水女子大学卒業[3]。「勉強しないと不幸になる」という教えの中で育つ[3]。
- 実家は寺。
- 保育士資格を取得し、城南ママサポートを創業。
- アウェア認定資格を取得し、城南ママサポートにおいて、DV被害女性救済プログラムも行っている。
- 語学に堪能で、母国の日本語の他に、英語、朝鮮語、中国語、タイ語、スペイン語、フランス語、ポルトガル語の7ヶ国語を使いこなせる。
- インドネシアに学生の頃より文通を通じて友情を築いた友達がおり、インドネシア語も話せる。
- 講演・コーラス・勉強会等、城南ママサポートを中心に活動を行っている。[4]
- 6児の母として一家の大黒柱となり、それぞれの自主性を重んじながら、子供達を大切に育てている。
- 経営者として、子を持つ母親として、多忙であるが、ファッションや身嗜みには常に関心を払い、お金をかけず、お洒落を楽しんでいる。
- 豊田真由子とは名門である桜蔭中学校・高等学校、東京大学を通じての同級生であり、親友である[5]。
- 桜蔭の異端児と云われていた[3]。

## 書籍
- 2005年4月出版 『わたしのカレは韓国人』（著者：ブーミン、モー子 出版社：リヨン社） ISBN 978-4576050560 [6]

## TV
- TBS系列『直撃!コロシアム!! ズバッと!TV 2時間SP★辛坊治郎と山里亮太が現代日本を斬る』
- 日本テレビ系列『天才・たけしの元気が出るテレビ!!』の企画「勉強して東大に入ろうね会」[7]
- 『人生が変わる1分間の深イイ話』（日本テレビ系）
- 『Wの悲喜劇』「東大出たけど苦戦中」ABEMA